# Wapen van Opsterland

Wapen van Opsterland

Het wapen van Opsterland is het gemeentelijke wapen van de Nederlandse gemeente Opsterland. Het wapen is op 25 maart 1818 officieel door de Hoge Raad van Adel vastgesteld.

## Geschiedenis
Het huidige wapen is sinds 1818 niet gewijzigd, voor de officiële vaststelling is het wapen meerdere malen aangepast. De eerste keer dat het wapen enigszins herkenbaar is is in 1622, dat jaar verscheen op een kaart een zegel met de vijf bomen. Tot 1739 komt alleen de haas op verschillende plekken op het wapen voor. Soms rent de haas naar links en soms naar rechts. In 1739 verschijnt de hond voor het eerst.

## Blazoen
De beschrijving van het wapen luidt als volgt:
Van zilver, beladen met 5 populierboomen, staande op een groene grond, over dewelke heenloopt een haas van keel, vervolgd wordende door een hond van dezelfde kleur, waarvan het voorste gedeelte slechts zigtbaar is.
Het schild is zilverkleurig met daarop vijf groene populieren die op een groene ondergrond staan. Over de grond rent een rode haas, van links naar rechts (voor de kijker van rechts naar links), achtervolgd door een eveneens rode hond. Van de hond is alleen het voorste gedeelte te zien: de kop, voorpoten en de borstkas. Het schild wordt gedekt door een kroon van vijf bladeren. Dit is een markiezenkroon.

## Vergelijkbare wapens

Het wapen van Hasker Veenpolder
Het wapen van De Groote Veenpolder in Opsterland en Smallingerland